# Красноклювый красногузый попугай
Красноклювый красногузый попугай (лат. Pionus sordidus) — птица семейства попугаевых.

## Внешний вид
Длина тела 27 см. Окраска оперения оливково-зелёного цвета. Шея и щёки блестяще-зелёные. Верхняя часть головы и уздечка тёмно-голубые, с зеленоватым отблеском, подхвостье красное. Клюв кораллово-красного цвета, надклювье у основания серое.

## Распространение
Обитает в Венесуэле, Боливии, Эквадоре и Колумбии.

## Образ жизни
Населяют субтропические и влажные тропические леса, поднимаясь в горы до высоты от 300 до 2200 м над уровнем моря.

## Классификация
Вид включает в себя 6 подвидов:
- Pionus sordidus antelius Todd, 1947
- Pionus sordidus corallinus Bonaparte, 1854
- Pionus sordidus mindoensis Chapman, 1925
- Pionus sordidus ponsi Aveledo & Gines, 1950
- Pionus sordidus saturatus Todd, 1915
- Pionus sordidus sordidus (Linnaeus, 1758)